# Elfar Freyr Helgason
Elfar Freyr Helgason (né le 27 juillet 1989 à Reykjavik) est un footballeur international islandais.

## Biographie

### Carrière en club
Elfar Helgason a commencé sa carrière au Breiðablik en Islande avant de venir en Grèce à l'AEK Athènes en 2011. 
Il joue son premier match officiel sous ses nouvelles couleurs le 3 novembre 2011 à l'occasion de la rencontre AEK Athènes-Lokomotiv Moscou en Ligue Europa (victoire de Lokomotiv 1-3).

### Carrière internationale
Elfar Helgason a fait ses débuts internationaux pour l'Islande lors d'un match amical perdu 4-0 face à la Hongrie le 10 août 2011.

## Statistiques détaillées
| Saison                | Club                  | Championnat           | Championnat | Championnat | Coupe(s) nationale(s) | Coupe(s) nationale(s) | Compétition(s) continentale(s) | Compétition(s) continentale(s) | Compétition(s) continentale(s) | Sélection | Sélection | Sélection | Total | Total |
| Saison                | Club                  | Division              | M.          | B.          | M.                    | B.                    | Comp.                          | M.                             | B.                             | Équipe    | M.        | B.        | M.    | B.    |
| 2009                  | Breiðablik            | 1                     | 15          | 0           | -                     | -                     | -                              | -                              | -                              | -         | -         | -         | 15    | 0     |
| 2010                  | Breiðablik            | 1                     | 19          | 1           | 2                     | 0                     | C3                             | 2                              | 0                              | -         | -         | -         | 23    | 1     |
| 2011                  | Breiðablik            | 1                     | 10          | 0           | 1                     | 0                     | -                              | -                              | -                              | -         | -         | -         | 11    | 0     |
| 2011 - 2012           | AEK                   | 1                     | 0           | 0           | 0                     | 0                     | C3                             | 2                              | 0                              | Islande   | 1         | 0         | 3     | 0     |
| 2012                  | Stabæk                | 1                     | 7           | 0           | 0                     | 0                     | -                              | -                              | -                              | -         | -         | -         | 7     | 0     |
| 2012 - 2013           | Randers FC            | 1                     | 0           | 0           | 0                     | 0                     | -                              | -                              | -                              | -         | -         | -         | 0     | 0     |
| 2013                  | Breiðablik            | 1                     | 6           | 0           | -                     | -                     | C3                             | 1                              | 0                              | -         | -         | -         | 7     | 0     |
| 2014                  | Breiðablik            | 1                     | 21          | 1           | -                     | -                     | -                              | -                              | -                              | -         | -         | -         | 21    | 1     |
| 2015                  | Breiðablik            | 1                     | 21          | 1           | -                     | -                     | -                              | -                              | -                              | -         | -         | -         | 21    | 1     |
| 2016                  | Breiðablik            | 1                     | 22          | 0           | -                     | -                     | C3                             | 2                              | 0                              | -         | -         | -         | 24    | 0     |
| 2016 - 2017           | AC Horsens            | 1                     | 2           | 0           | 0                     | 0                     | -                              | -                              | -                              | -         | -         | -         | 2     | 0     |
| Total sur la carrière | Total sur la carrière | Total sur la carrière | 123         | 3           | 3                     | 0                     | -                              | 7                              | 0                              | 0         | 1         | 0         | 134   | 3     |

## Palmarès
- Breiðablik
  - Champion d'Islande en 2010.
  - Vainqueur de la Coupe d'Islande en 2009.
  - Vainqueur de la Coupe de la Ligue islandaise en 2013 et 2015.